# Chợ nổi Ngã Năm

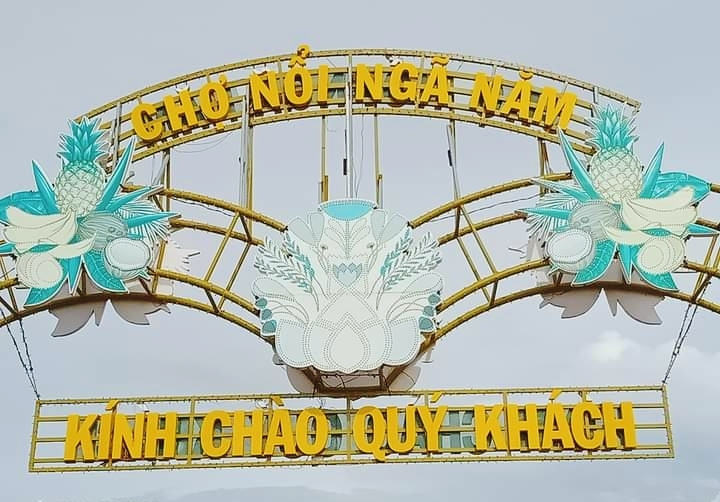
Chợ nổi Ngã Năm

Chợ nổi Ngã Năm là chợ nổi ở phường Ngã Năm, thành phố Cần Thơ. Chợ nổi Ngã Năm là giao điểm của năm con sông đi năm ngả: Cà Mau, Vĩnh Quới, Long Mỹ, Thạnh Trị, Phụng Hiệp.
Chợ nổi Ngã Năm là một trong những chợ nổi đã có từ lâu đời và hiếm hoi còn tồn tại ở miền Tây. Đây được xem là chợ nổi "thuần miền Tây" nhất khi vẫn còn giữ nguyên được nét sinh hoạt trên sông đặc trưng duy nhất tại vùng Đồng bằng sông Cửu Long.

## Đặc điểm
- Hoạt động từ rất sớm và có phần sung túc.
- Thông thường chợ nổi có khoảng 200 ghe, xuồng lớn nhỏ mua bán tấp nập, nhưng vào những ngày giáp Tết con số này có thể lên tới 300-400 chiếc.
- Vẫn giữ được nét sinh hoạt đặc trưng văn hoá của chợ nổi khu vực đồng bằng Nam Bộ.
- Cây bẹo là hình thức quảng cáo đặc trưng tại các chợ nổi dùng để treo những hàng trên ghe lên cao để khách hàng tìm đến mua. Thông thường cây bẹo được làm bằng tre và treo đứng. Nhưng cây bẹo treo ngang là nét riêng mà bạn chỉ có thể nhìn thấy ở chợ nổi Ngã Năm.
- Là nơi neo đậu chờ lấy hàng hóa của thương lái đến từ nhiều vùng miền, do đó, vốn dĩ nhìn cảnh chợ rất tấp nập và lúc nào cũng đông người, chợ hoạt động suốt ngày.
- Chính giao thông tại 3 tỉnh này còn nhiều hạn chế thì việc giao lưu hàng hóa tại chợ Ngã Năm có phần thuận tiện hơn để từ chợ, hàng hóa rẽ về các vùng xa xôi của mạn nam sông Hậu và cả bán đảo Cà Mau.
- Là chợ phát triển rất mạnh và đóng vai trò khá quan trọng cho việc vừa là chợ, vừa là nơi trung chuyển vừa là vựa lúa gạo cho cả đồng bằng trù phú.

## Phát triển du lịch
Do hệ thống đường bộ từ Phú Lộc về chưa hoàn thành, nên lượng du khách đến với chợ nổi Ngã Năm còn bị hạn chế. Điều này đã khiến cho chợ này là chợ duy nhất không có khách du lịch so với tất cả chợ nổi khác. Điều này khiến cho chợ vừa ưu điểm vừa gặp rất nhiều hạn chế, ưu điểm là chợ vẫn giữ nét hoang sơ vốn có, giữ được cái hồn vốn có của chợ nổi, hạn chế là chợ không thu hút khách du lịch. Hiện nay thành phố Cần Thơ đang định hướng phát triển chợ nổi Ngã Năm trở thành điểm du lịch sinh thái cộng đồng nên chợ đã dần cải thiện, lượng khách du lịch đã tăng đáng kể.